# Halvard Hanevold
Halvard Hanevold (Asker, 3 de dezembro de 1969 — 3 de setembro de 2019) foi um ex-biatleta norueguês, tricampeão olímpico.
Hanevold morreu em 3 de setembro de 2019, aos 49 anos de idade.

## Carreira
Halvard Hanevold representou seu país nos Jogos Olímpicos de 1994, 1998, 2002, 2006 e 2010, na qual conquistou a medalha de ouro, no individual 20 km, e no 4x7.5 km, em 2002 e 2010. 